# Irio De Paula
Irio Nepomuceno de Paula, mais conhecido como Irio De Paula (Rio de Janeiro, 10 de maio de 1939 - Roma, 23 de maio de 2017), foi um cantor, compositor e violonista brasileiro, radicado na Itália.

## Biografia
Músico autodidata, inicialmente era membro do grupo Brasil 40 Graus, com o qual gravou um álbum homônimo em 1966. Chegou na Itália nos anos 70, acompanhando Elza Soares em turnê, e lá colaborou, como músico de sessão, com Chico Buarque na gravação do disco Per un Pugno di Samba. Em 1973 escreveu a canção "Criança", que fez parte do filme L'ultima neve di primavera.
Com o seu violão, acompanhou vários artistas famosos, entre os quais destacam-se Sérgio Mendes, Elza Soares, Baden Powell e Astrud Gilberto.
Ao longo da carreira gravou mais de cinquenta discos, em várias formações e a solo.  Colaborou com outros artistas, entre os quais Gato Barbieri, Chet Baker, Tal Farlow e Archie Shepp.

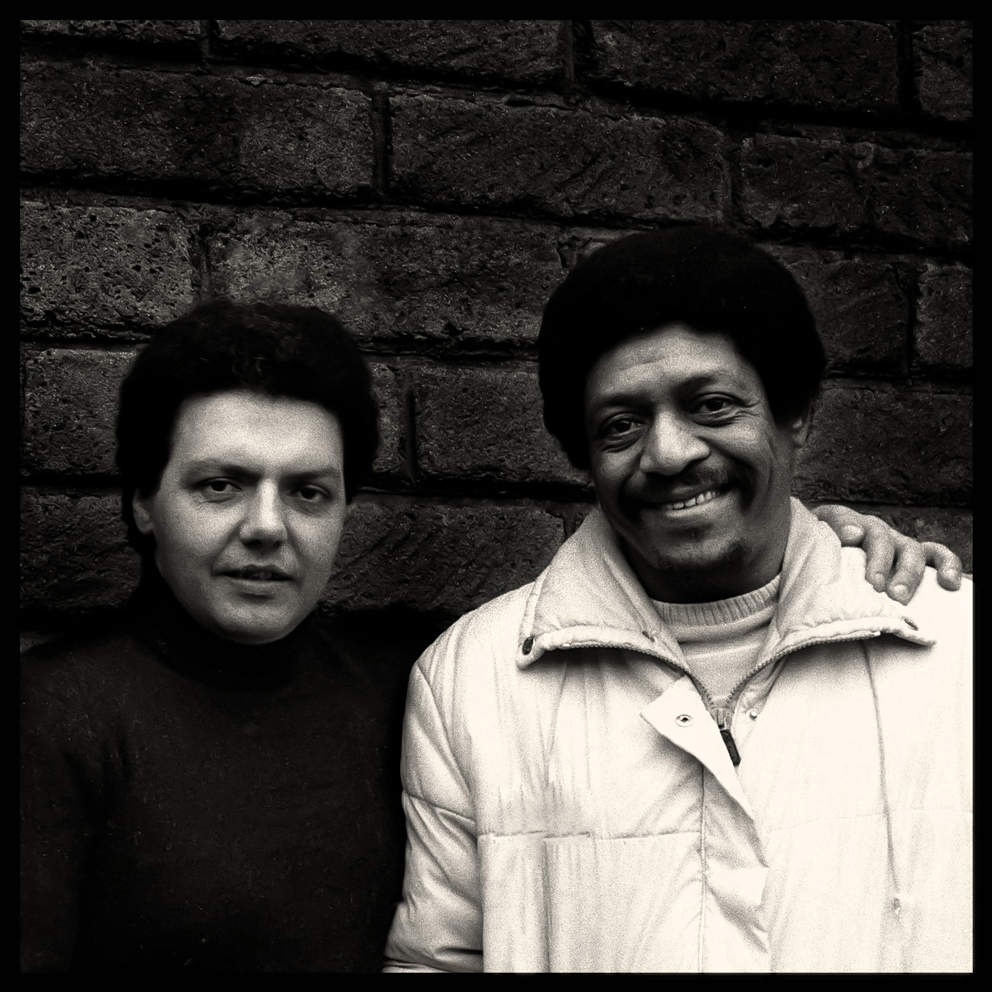
Irio de Paula em 1986 com Mario Fasciano.

## Discografia parcial
- 1966 - Brasil 40° (com Grupo Brasil 40 Graus)
- 1967 - America do Sul (com Juares Santana Group)
- 1970 - Per Un Pugno di Samba (Chico Buarque De Hollanda com Ennio Morricone e IdP)
- 1972 - Balanço (com IDP Quarteto)
- 1973 - Amico Flauto (Gino Marinacci, Armando Trovajoli, IdP)
- 1974 - Maracanà (IDP Trio)
- 1974 - Jac's Antology (Sal Nistico, Steve Grossman, IDP Group)
- 1975 - Jazz a confronto (Dannie Richmond, Don Pullen, IDP Group)
- 1976 - Casinha Branca (IDP Trio com l'orchestra di C. Santucci)
- 1976 - Trio (De Paula-Urso-Vieira)
- 1976 - Manaus (De Paula-Urso-Vieira)
- 1982 - Brasil Jerimum (T. da Costa, IDP)
- 1982 - Saudade do Brasil (IDP)
- 1983 - Samba no Violão (IDP solo)
- 1984 - Triangoli (De Paula-Urso-Mazzei)
- 1986 - Amicale (IDP Quartet & Fasciano)
- 1987 - Nossa Amizade (IDP & Cidinho Teixeira)
- 1988 - Onirikos (Samambaja Group & IDP)
- 1988 - Il Brasile di De Moraes, B.Powell, Jobim, Lobo.. (IDP solo)
- 1988 - Doce Violao (IDP solo)
- 1989 - Mc Collection (IDP solo)
- 1990 - At The Green Leaves (IDP Quartet)
- 1993 - Branco e preto (IDP Quartet)
- 1995 - Sozinho (IDP solo)
- 1995 -Delicatessen (IDP & Renato Sellani)
- 1996 - Jazz-samba ao vivo - (IDP solo) (ao vivo no Teatro Rossini di Pesaro)
- 1997 - Valeu! - (IDP violão acustico, elétrico, baixo, percussão, voz)
- 1997 - Viagem (IDP solo)
- 1998 - Retrato do Rio (ao vivo no Rio de Janeiro)
- 1998 - Dança do cafè (ao vivo)
- 1999 - Live At The Brass Group Jazz Club (ao vivo em Acireale)
- 1999 - Live Collection Vol.1 (IDP-R.Brecker-M.Maineri)
- 1999 - Sem Batera (IDP-Vannucchi-Rosciglione)
- 1999 - Live al Festival Jazz di Chioggia '96 (IDP quartetto) (ao vivo em Chioggia)
- 2000 - West Orange (I. De Paula & N.Y. Friends) (gravado em Nova Iorque)
- 2000 - Sarava' Jobim (gravado em Nova Iorque com arcos)
- 2000 - Ainda Sozinho (IDP solo)
- 2001 - Encontro (IDP & Phil Woods no clarinete)
- 2001 - Sossego (IDP & R.Sellani)
- 2002 - Ubijazz 2001 - Live At Jazz Café
- 2002 - Duas Contas (IDP & Lee Konitz)
- 2002 - Jazz in The House (IDP-J.Cobb-M.Faraò-P.Benedettini) (ao vivo em Pisa)
- 2002 - Con alma - (IDP & Franco D'Andrea) (ao vivo no Teatro L. Rossi)
- 2003 - Sem Batera 2002 - (IDP-M.Faraò-A.Zunino)
- 2003 - Amigo Baden - (IDP solo)
- 2003 - Just Friends - (IDP, R.Sellani Trio, Gianni Basso)
- 2003 - Duetando - (IDP & amigos)
- 2003 - Once I Loved - (IDP & F.Bosso)
- 2004 - Recado - (IDP & G.Basso)
- 2004 - Lembrando Wes Montgomery (IDP violão eletrico, orgão, bateria, vibráfono)
- 2004 - Bate Papo - Dois violões (IDP & Roberto De Paula)
- 2004 - Four for jazz - (IDP-F.Bosso-M.Moriconi-T.Manzi)
- 2005 - Sozinho Ao Vivo (ao vivo no teatro L.Rossi e Cicconi)
- 2006 - Blues for New Orleans (IDP & Phil Woods)
- 2006 - O Amor em Paz - (IDP & Gianni Basso)
- 2007 - Choros Cariocas (cavaquinho-Chit. 6 e 7cordas - pandeiro)
- 2007 - Viajando (IDP violão acustico - 11 canções originais)
- 2007 - Trio SambaJazz (IDP violão elétrico + baixo elétrico + bateria)
- 2007 - Retrato do Rio (IDP & brazilian friends)